# Нада Маринковић
Нада Маринковић (Карловац, 25. новембар 1921 — Београд,17. октобар 1998) била је југословенска новинарка, књижевница, чланица Удружења новинара Југославије, Удружења књижевника Југославије, почасни члан Удружења књижевника Индонезије и кмерских писаца (Камбоџа), као и чланица Европског друштва културе. За свој рад на ширењу културне и уметничке делатности добила је више домаћих и иностраних признања. Ауторка више од двадесет романа, путописа и есеја.

## Биографија
Нада Маринковић рођена је у Карловцу. Детињство и младост провела је у Ваљеву и Земуну, где је и матурирала. Дипломирала је на Филозофском факултету у Београду, а постдипломске студије наставила на Сорбони. Студирала је и на Музичкој академији у Београду. Радила је као новинарка, а широј јавности позната је по својим бројним романима и приповеткама.
Године 2004. Историјски архив Београда преузео је лични фонд Наде Маринковић. Грађа коју чине рукописи и објављене књиге, преписка, магнетофонске траке разговора са истакнутим личностима из културе и фотографије смештена је у 29 кутија.

## Новинарска каријера
Новинарску каријеру Нада Маринковић је започела у редакцији за културу листа „Политика”. Од 1950. ради на месту уредника и критичара у Литерарној, а потом у Културној редакцији Радио Београда.
Веома много је путовала, објављујући са ових путовања своја запажања. На својим студијским путовањима обишла је већи део Европе, Кину, Индонезију, Хонг Конг, западну и Централну Африку, Мексико, Ирак. Осам пута је боравила у Совјетском Савезу где је, између осталог, посетила читаву европску Русију, Сибир, Грузију, Јерменију и средњу Азију. Путне утиске, есеје, критике, чланке и репортаже објављивала је у многим часописима, као и посредством многих радио-станица.
- Путовање кроз рано лето, путопис у наставцима о Аустрији, Немачкој, Швајцарској, Италији (књижевне новине „Телеграм”, 1964)
- Круг се затвара, путопис у наставцима о Хонг Конгу (загребачки часопис „Форум”, 1969)[4]

## Књижевни рад
Поред бројних и различитих чланака и фељтона у домаћој и страној периодици, објавила је у посебним књигама и бројне путописе и путописне есеје, есеје (О уметности), публицистичке записе, биографије и монографије.

### Путописи и путописни есеји
- Кина (1958)
- Тужни рај, путопис о Индонезији (1965)
- Станице у времену, путописни есеји (1966)
- Загонетка часа, путопис (1969)
- Пагански Ангелус, записи из Африке (1976)[2][3]

### Друге важније публикације
- Смисао и љубав (1956)
- Јасна пољана (1963)
- Мир и немир Исидоре Секулић (1974)
- Вукова Мина (1975)
- Живот и дело Влаха Буковца (1980)
- О уметности (1981)
- Игра огледала: записи о животу и уметности (1983)
- Сећање на Крлежу (1987)[2][4]

### Романи и приповетке
Широј читалачкој публици Нада Маринковић позната је по приповеткама и романима који су доживели по неколико издања. У њима она слави љубав као основни смисао читавог човековог постојања. Пише о страсти и нежности, људским судбинама и патњама. Психолошки нијансира ликове и покреће бројна питања на која искрено настоји да дâ одговор, стварајући дела која и данас плене својом актуелношћу. У својим делима покренула је многе нове теме, али и уздрмала јавност табу-темама, каква је тема инцеста.
- Свирепе године (роман, 1961)
- Луди јахачи (роман, 1972)
- Необичан дар (приповетке, 1973)
- La Pasionaria (романсирана биографија Долорес Ибарури, 1980)
- Легенда о девојци Слободи (романсирана биографија Слободе Трајковић, 1980)
- Прометеј у трагању за ватром (романсирана биографија Милорада Мишковића, нашег прослављеног балетског играча, 1987)[6]
- Портрет уметнице чистог срца (романсирана биографија самоуке сликарке Иванке Јовановић, 1987)[7]
- Разна лица љубави (четири романа и тридесет приповедака, 1989—1990)
- Инцест (роман, 1991)
- Случај (роман, 1993)
- Наследници (роман, 1995)
- Нестајање: сага о породици које више нема (роман, 1996)
- Додир (роман, 1997)[2][3][4]
- Вртлог илузије (роман, 2013), недовршени роман, који је братаница Наде Маринковић, Светлана Ољачић Гавриловић пронашла у писаћој машини, после њене смрти.[8]